# Tacheta Zougagha
Tacheta Zougagha (în arabă تاشتة زقاغة) este o comună din provincia Aïn Defla, Algeria.
Populația comunei este de 23.397 de locuitori (2008).